# 꽃받이
꽃받이는 지치과의 한·두해살이풀이다. 나도꽃마리, 꽃바지라고도 부른다.

## 생태
산과 들에서 자란다. 줄기 높이는 3~50센티미터에 이른다. 줄기가 많이 갈라지고 비스듬히 땅을 기며 잔털이 빽빽하게 난다. 뿌리에서 나는 잎은 방석 모양으로 뭉쳐난다. 줄기잎은 어긋나는데 잎자루가 거의 없으며 긴둥근꼴이고 길이 2~3센티미터, 너비 1~2센티미터쯤 되며 끝이 둥글거나 둔하며 가장자리가 밋밋하다. 꽃은 4-9월에 피는데 지름 2-3밀리미터쯤 되며 연한 하늘색이고 윗부분의 잎겨드랑이에 1개씩 달려 전체적으로 총상꽃차례를 이룬다. 꽃받침은 5개로 깊게 갈라지고 끝이 뾰족하며 긴 털이 난다. 열매는 네 개로 갈라지고 털이 있으며 꽃받침에 싸여 있다. 조그맣고 혹같은 돌기가 촘촘하게 있다.

## 사진

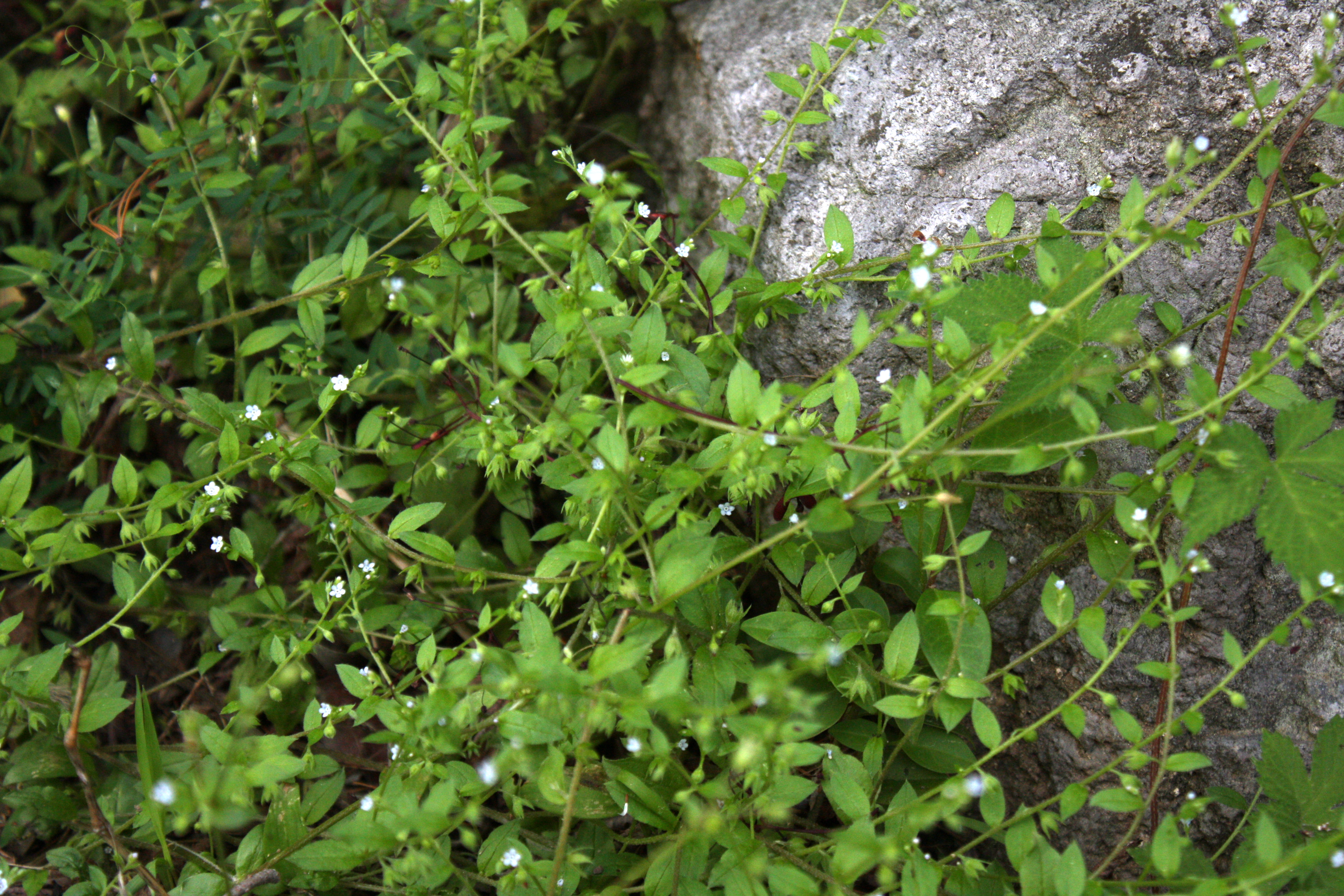
전체 모습
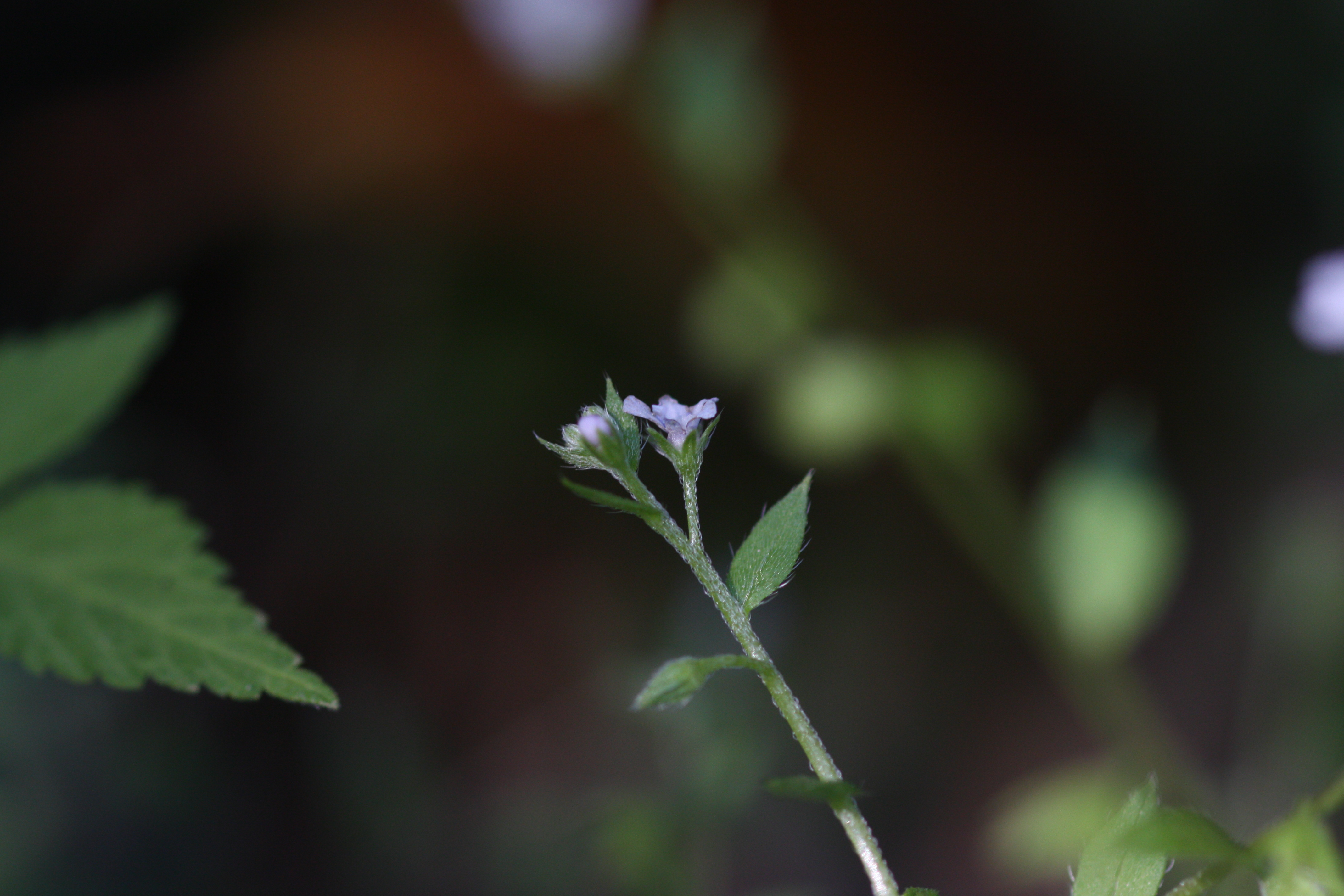
꽃을 옆에서 본 모습

## 참고 문헌
- 고경식; 김윤식 (1988). 《원색한국식물도감》. 아카데미서적.
- 이동혁 (2007). 《오감으로 찾는 우리 풀꽃》. 도서출판 이비컴. ISBN 978-89-89484-57-8.
- 풀베개